# Ventrikulografie

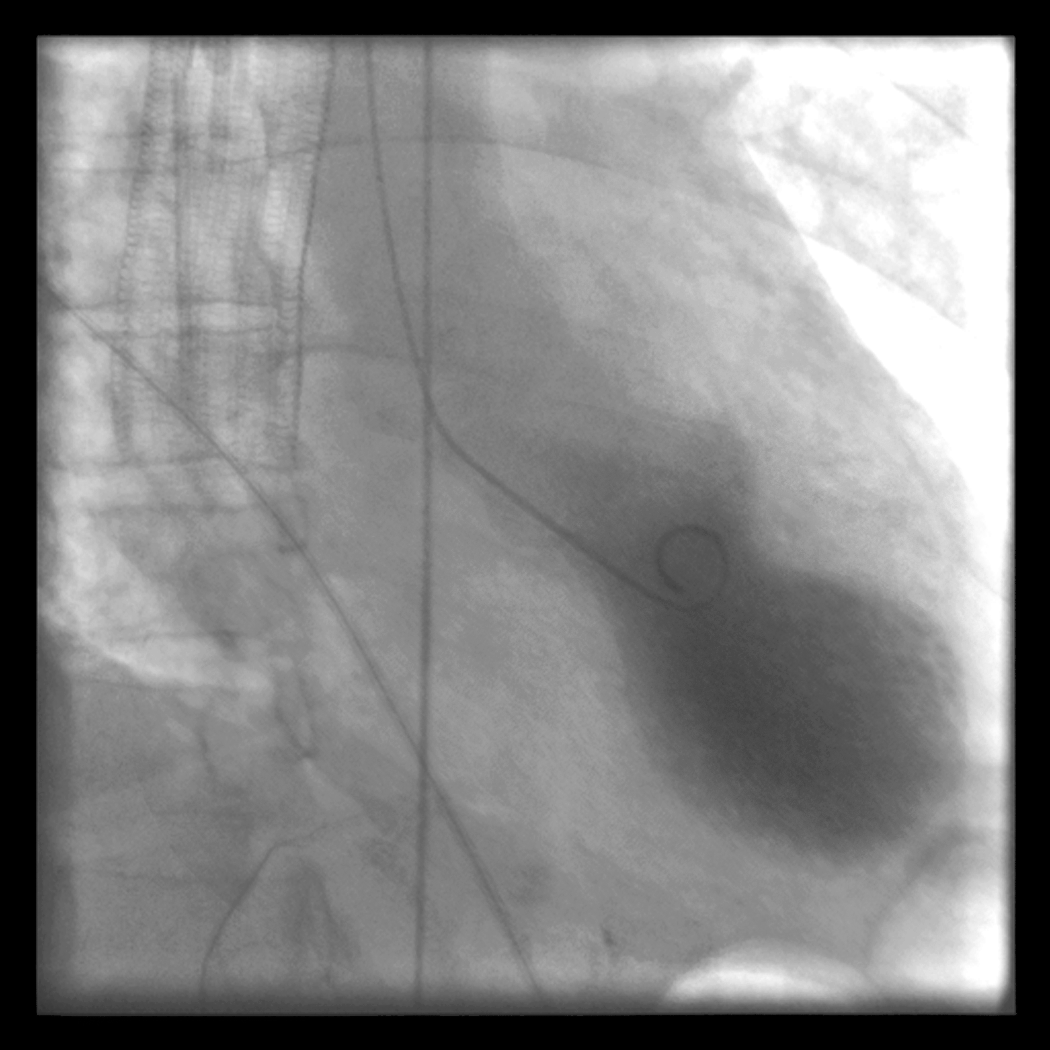
Ventrikulografie der linken Herzkammer bei einer Takotsubo-Kardiomyopathie

Die Ventrikulografie (von lateinisch Ventriculus cordis, ‚Herzkammer‘, beziehungsweise Ventriculus cerebri, ‚Hirnventrikel‘, und von altgriechisch γραφή graphē oder γραφία graphía, stammt ab vom Verb γράφειν gráphein „schreiben“) ist der Oberbegriff für mehrere verschiedene radiologische Untersuchungsmethoden.
Der Begriff wird heute weitestgehend synonym zur Lävokardiografie (lateinisch laevo, links, griechisch καρδία, kardia, oder latinisiert cardia, Herz) verwendet. Diese dient zur Diagnostik der Wandbewegungen und der Größe der linken, seltener auch der rechten Herzkammer im Rahmen einer Herzkatheteruntersuchung (selektive Dextrokardiographie).
Medizinhistorisch wurde der Begriff auch für andere Untersuchungen verwendet.

## Lävokardiografie

Schema des menschlichen Herzens

Zur Untersuchung des linken Ventrikels wird ein Pigtail-Katheter über die Aorta und die Aortenklappe in die Spitze der linken Hauptkammer vorgebracht. Bei der Untersuchung der rechten Herzhälfte wird der Katheter dagegen über die große untere Hohlvene, über den rechten Vorhof und über die Trikuspidalklappe in die rechte Hauptkammer vorgeführt.
In beiden Fällen (Rechtsherzkatheter oder Linksherzkatheter) wird während der Gabe (durch den Herzkatheter) eines meistens jodhaltigen Röntgen-Kontrastmittels mit Röntgenstrahlen ein Film (12,5 Bilder pro Sekunde) über mehrere Herzzyklen erstellt.
In der nachfolgenden Auswertung können eventuelle Wandbewegungsstörungen (Hypokinesie, Dyskinesie, Akinesie, Aneurysma) in der Systole beurteilt werden. Im Weiteren sind auch die Bestimmung des enddiastolischen und des endsystolischen Volumens durch eine Planimetrie und hierüber die Berechnung auch des Auswurfvolumens (Schlagvolumen, Ejektionsvolumen, siehe Ejektionsfraktion) möglich.
Zuletzt kann (je nach Katheterlage in der linken oder in der rechten Herzkammer) eine mögliche Undichtigkeit (Insuffizienz) der Mitralklappe und eingeschränkt auch der Trikuspidalklappe, semiquantitativ beurteilt werden. Ebenso sind die Einflüsse eines Ventrikelseptumdefektes und eines Aortenklappenfehlers beziehungsweise eines Pulmonalklappenfehlers darstellbar. Man kann Regurgitationen (mit Pendelblut) und sowohl einen Rechts-links-Shunt wie auch einen Links-rechts-Shunt erkennen.
Während der Ventrikulografie werden heute routinemäßig Druckmessungen durchgeführt. Außerdem wird die Lävokardiografie meistens auch mit einer Koronarangiographie kombiniert.

## Radionuklid-Ventrikulografie
Die Radionuklid-Ventrikulografie zur Bestimmung der Volumina des rechten und linken Herzventrikels ist eine, inzwischen weitgehend durch die Echokardiografie (Herzultraschall) verdrängte, nuklearmedizinische Untersuchung. Siehe auch Radionuklidangiografie.

## Zerebrale Ventrikulografie
Als zerebrale Ventrikulografie wird ein analoges heute obsoletes röntgenologisches Untersuchungsverfahren zur Darstellung (als Ventrikulogramm) der vier Hirnventrikel bezeichnet, das von der Angiographie und der Magnetresonanztomographie verdrängt wurde. Siehe auch craniale Computertomographie (CCT) und Pneumoenzephalographie (Luftenzephalographie).

## Geschichte

### Kardiologie
Im Laufe der Zeit wurden zahlreiche ventrikulographische Funktionsgrößen bestimmt. 1956 schlugen Dodge und Tannenbaum eine Methode zur Bestimmung des linksventrikulären Volumens vor. Seither wurde eine Vielzahl weiterer Verfahren publiziert. So konnten das Schlagvolumen, das Herzzeitvolumen, die Auswurffraktion, die mittlere normierte systolische Auswurfrate, die zirkumferentielle Wandspannung, der linksventrikuläre Krümmungsradius und die linksventrikuläre Muskelmasse abgeschätzt werden.

### Neurologie und Neurochirurgie
Im Jahr 1918 führte der Neurochirurg Walter Edward Dandy die Ventrikulografie ein. Es gab zahlreiche verschiedene Verfahren zur Röntgenkontrastdarstellung des Ventrikelsystems. Zur Kontrastierung wurden (röntgenpositive oder röntgennegative) Kontrastmittel, aber auch Luft bzw. Sauerstoff verwendet. So definierte Willibald Pschyrembel 1972 die „Ventrikulographie [als] röntgenologische Darstellung der Hirnventrikel nach Luftfüllung durch direkte Punktion.“ Dort wurde auf die Enzephalographie mit den beiden Formen Elektroenzephalographie (EEG) und Pneumenzephalographie (vermittels gasförmiger Kontrastmittel) verwiesen.